# Chris Iannetta
Pour les articles homonymes, voir Iannetta.
Christopher Domenic Iannetta (né le 8 avril 1983 à Providence, Rhode Island, États-Unis) est un receveur de la Ligue majeure de baseball. 

## Carrière

### Rockies du Colorado

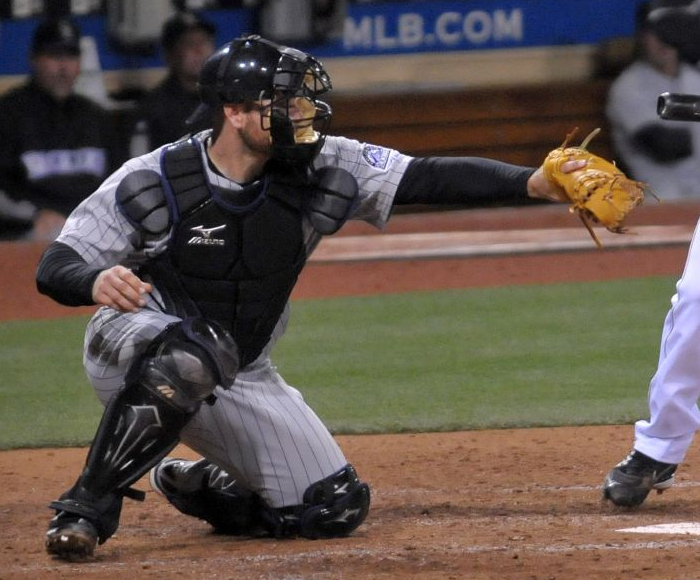
Chris Iannetta en 2008 avec les Rockies du Colorado.

Chris Iannetta est repêché en quatrième ronde par les Rockies du Colorado en 2004. Il fait ses débuts dans les majeures le 27 août 2006 et dispute quelques parties en fin de saison avec Colorado. Dès son premier match, il réussit son premier coup sûr au plus haut niveau, face au lanceur des Padres de San Diego Jake Peavy. Il frappe son premier coup de circuit dans les majeures le 12 septembre aux dépens de Jonathan Sanchez des Giants de San Francisco.
Après avoir partagé la saison 2007 entre les ligues mineures et les majeures, Iannetta devient le receveur numéro un des Rockies en 2008, alors qu'il joue 104 parties. Il frappe dans une moyenne au bâton de ,264 avec des sommets personnels en carrière de 18 coups de circuit et 65 points produits.
En 2009, sa moyenne chute à ,228 mais il totalise 16 circuits et 52 points produits en 93 rencontres. Il est le receveur le plus utilisé par le club, cédant à l'occasion sa place à Yorvit Torrealba.
Ses performances sont inégales en 2010 et il est rétrogradé au club-école des Rockies à Colorado Springs, dans la Ligue de la côte du Pacifique. Les Rockies préfèrent utiliser Miguel Olivo comme receveur.
Receveur le plus utilisé des Rockies en 2011, Iannetta frappe 14 circuits et produit 55 points en 112 parties jouées.

### Angels de Los Angeles d'Anaheim
Le 30 novembre 2011, les Rockies échangent Chris Iannetta aux Angels de Los Angeles d'Anaheim en retour du lanceur Tyler Chatwood.
En 4 saisons jouées chez les Angels, de 2012 à 2015, il dispute 394 matchs et frappe pour ,226 de moyenne au bâton avec 37 coups de circuit. Il participe également à ses trois premiers matchs éliminatoires en carrière et frappe un circuit en solo dans le premier match de la Série de divisions 2014 entre les Angels et les Royals de Kansas City.

### Mariners de Seattle
Le 23 novembre 2015, Iannetta signe un contrat d'un an avec les Mariners de Seattle.

### Classique mondiale de baseball
Chris Iannetta et Brian McCann sont les receveurs utilisés par l'équipe des États-Unis à la Classique mondiale de baseball 2009.